# Chlorochaeta cassidaria
Chlorochaeta cassidaria är en fjärilsart som beskrevs av Achille Guenée 1858. Chlorochaeta cassidaria ingår i släktet Chlorochaeta och familjen mätare. Inga underarter finns listade i Catalogue of Life.